# La línea (serie de televisión)
La línea es una serie de televisión italiana creada por Osvaldo Cavandoli a finales de los años 1960. Se trata de una serie animada en la que cada episodio dura unos dos o tres minutos. Por regla general cada episodio empieza con una mano humana filmada en imagen real, la del dibujante de La línea, que dibuja a un personaje a mano alzada sobre una línea horizontal que hace las veces del suelo sobre el que camina dicho personaje. Al caminar el personaje se encuentra con obstáculos y a menudo recurre al dibujante para sortearlos. El color del fondo cambia en función de los estados de ánimo del personaje pero la mayor parte de los episodios son en blanco y negro.

## Historia
Este dibujo animado fue usado originariamente en anuncios comerciales antes de convertirse en una serie animada. En el año 1969 Cavandoli crea el personaje para el anuncio comercial de una compañía que vendía artículos de cocina. El personaje luego fue simplificado, por ejemplo se dejaron a un lado los colores y los detalles, y así el público podía concentrarse en sus actividades.

## Contenido habitual de cada episodio
En cada episodio el personaje suele saludar al animador, empezar a caminar y usualmente dar con un obstáculo. Un obstáculo recurrente es un abrupto fin de línea. El personaje, cuya voz era interpretada por Carlo Bonomi, suele enfadarse y quejarse, mientras el animador le dibuja una «solución». En ese momento se muestra la mano real y el lápiz del animador al dibujar la solución.
En 2005, Jamiroquai lanzó el video de (Don't) Give Hate a Chance, que tiene imágenes similares a las de la caricatura, a modo de homenaje a La línea (aunque la animación del vídeo de Jamiroquai fue realizada mediante animación por computadora).